# Nya Zeeland i olympiska sommarspelen 1924
Nya Zeeland deltog med fyra deltagare vid de olympiska sommarspelen 1924 i Paris. Totalt vann de en bronsmedalj.

## Medalj

### Brons
- Arthur Porritt - Friidrott, 100 meter.